# 碾子镇
碾子镇，是中华人民共和国陕西省汉中市镇巴县下辖的一个乡镇级行政单位。

## 行政区划
碾子镇下辖以下地区：
刺坝村、碾子村、阳坡村、三官村、小沟村、莲花村、红庙村、石梁村、新庙村、蔡家沟村、梨园村、后河村、纸房沟村和卧龙村。